# ハインツ・ラマーディング

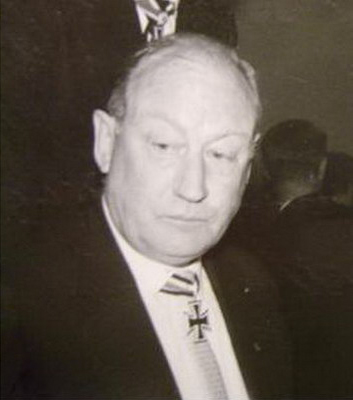
ハインツ・ラマーディング

ハインツ・ベルナルト・ラマーディング（Heinz Bernard Lammerding, 1905年8月27日 - 1971年1月31日）は、ドイツの軍人。ナチス・ドイツの時代、親衛隊（SS）に所属し、親衛隊中将および武装親衛隊中将の階級まで務めた。1944年6月にオラドゥール＝シュル＝グラヌおよびチュールで起こった第2SS装甲師団（ダス・ライヒ師団）による民間人虐殺について責任があるとして、後にフランス側の裁判所における欠席裁判にて死刑が宣告された。彼は1958年まで潜伏しており、その後も当時のドイツ連邦共和国政府はフランス側への引き渡しを行わず、またドイツ側の審理を経た後も処罰を行わなかった。名はハインリヒ・ベルンハルト・ラマーディング（Heinrich Bernhard Lammerding）とされることもある。

## 経歴
1905年、ドルトムントにて生を受ける。
突撃隊（SA）への入隊と国家社会主義ドイツ労働者党（NSDAP, ナチ党）への入党（党員番号722,395）を経て、ラマーディングは突撃隊の工兵学校（Pionier-Schule）で教官を務めた。1935年4月1日、親衛隊（SS）に隊員番号247,062として入隊し、5月にはSS中尉に昇進。1940年10月からは第3SS装甲師団（髑髏師団）にて第一種参謀（Erster Generalstabsoffizier）を務めた。その後は戦車隊付参謀を経て、パルチザン狩りの指揮を執っていたエーリヒ・フォン・デム・バッハ＝ツェレウスキーSS大将の参謀長に任命された。
ラマーディングの指示により、ソビエト連邦各地で多くの集落がいわゆる「報復措置」（Sühnemaßnahme）の対象となった。1943年末からは第2SS装甲師団（ダズライヒ師団）所属の戦闘団を率いてパルチザンの掃討に参加し、1944年1月25日には師団長に就任する。イギリス人ジャーナリストのマックス・ヘイスティングズによれば、彼は軍人としての功績ではなく、ハインリヒ・ヒムラーSS長官との個人的な親交を理由として師団長に選ばれたのだとされる。1944年7月25日、ノルマンディに展開していた第2SS戦車連隊（SS-Panzerregiments 2）の視察中に負傷。回復後はダズライヒ師団長の職に復帰し、1945年2月2日にはヒムラーからヴァイクセル軍集団付参謀長に指名された。
敗戦後、フランスにて1944年6月にオラドゥール＝シュル＝グラヌおよびチュールにて起こった虐殺事件について起訴され、1951年には被告人欠席のまま死刑が宣告された。潜伏していたラマーディングは1958年に再び姿を現したものの、当時既にボン基本法のもとで外国へのドイツ人の引き渡しが禁じられており、さらに1955年に発効した和解条約（Überleitungsvertrag, 西ドイツと米英仏の間で交わされた条約）において、かつて連合国側の裁判所が担当した過去の犯罪について西ドイツ側の裁判所が改めて審議を行うことはできないとされていた。この条項はラマーディング死後の1975年まで廃止されなかった。ただし、連合国側の裁判はチュール事件のみを対象としていたため（その裁判ではラマーディングの関与が証明されなかった）、デュッセルドルフの検察当局はオラドゥール事件について改めて起訴を行ったものの、1964年に棄却された。フランス側からはラマーディングを裁くために様々な介入が行われ、1968年には作家ジャック・ドラリュが手がけた占領下フランスでの戦争犯罪に関する書籍の中でラマーディングが有罪であることを示す証拠も取り上げられた。デュッセルドルフに暮らしていたラマーディングは建築請負業者（Bauunternehmer）として成功を収め、引退後はテーゲルンゼーにて暮らした。1971年、バート・テルツにてガンにより死去。

## 受章
- 突撃隊1931年ブラウンシュヴァイク大会記念章（英語版）
- 親衛隊全国指導者名誉長剣
- 親衛隊名誉リング
- 二級・一級鉄十字章（1939年版）- 1940年5月23日、同年6月22日受章
- ドイツ十字章金章 - 1943年4月24日受章[8]
- 騎士鉄十字章 - 1944年4月11日受章[8]
- 一般突撃章銀章

## SS階級歴
- 親衛隊中尉 - 1935年5月1日
- 親衛隊大尉 - 1937年1月30日
- 親衛隊少佐 - 1939年10月19日
- 親衛隊中佐 - 1941年9月1日
- 親衛隊大佐 - 1943年1月30日
- 親衛隊上級大佐 - 1943年12月9日
- 親衛隊少将および武装親衛隊少将 - 1944年4月20日
- 親衛隊中将および武装親衛隊中将 - 1945年1月